# Hedi Honert

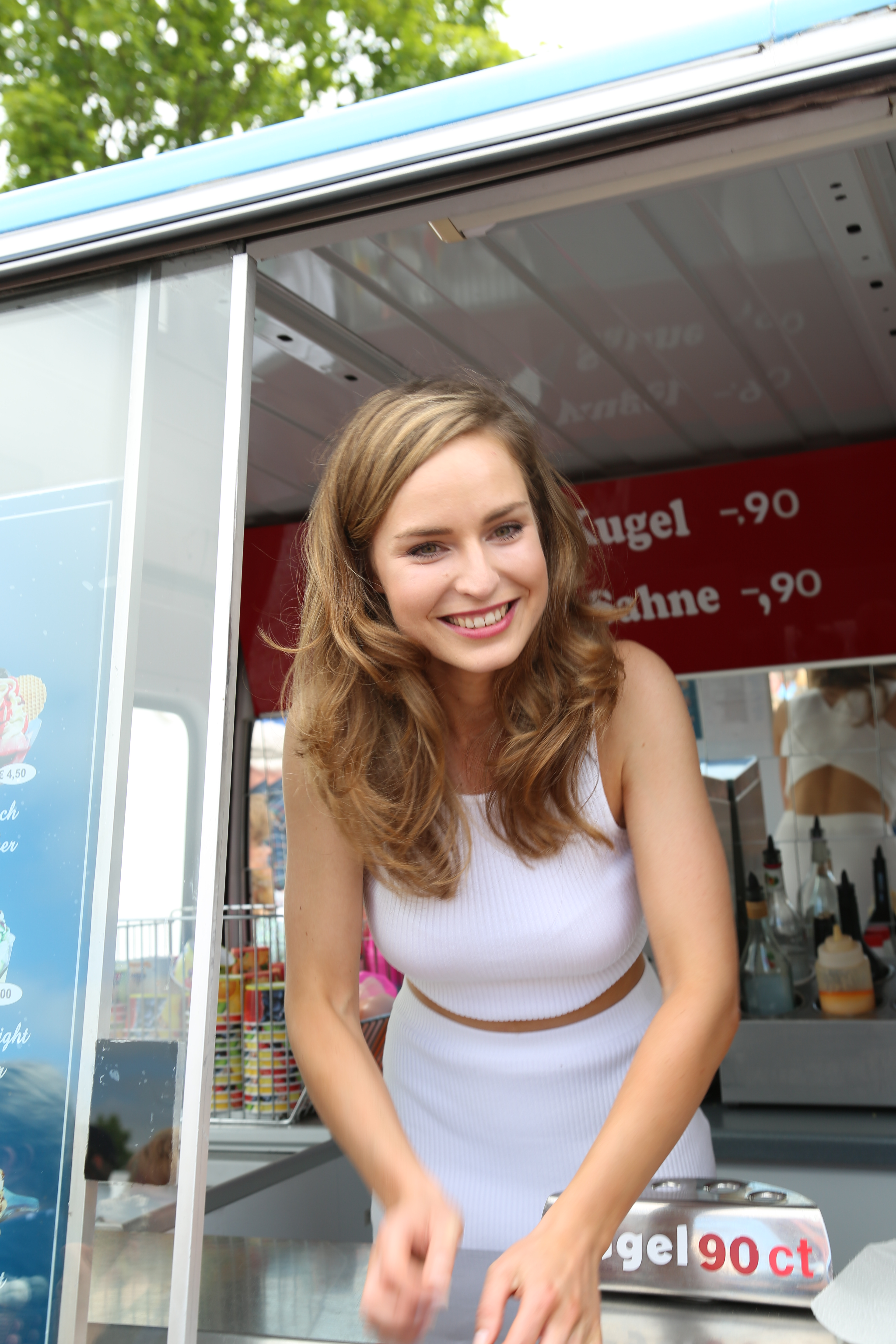
Hedi Honert beim „Rote-Rosen-Fantag“ am 18. Juni 2017 in Lüneburg

Hedi Honert (* 25. August 1989 in Berlin) ist eine deutsche Schauspielerin.

## Leben
Hedi Honert, die Tochter von Hans-Werner Honert, wuchs in Berlin auf, wo sie 2009 ihr Abitur machte. Nach mehreren Schauspielworkshops, u. a. nach der Lee-Strasberg-Methode, absolvierte sie eine Schauspielausbildung an der Schauspielschule „Der Kreis“ (Fritz-Kirchhoff-Schule), wo sie Ende 2015 ihr Schauspieldiplom erwarb. Parallel besuchte sie weitere Workshops, u. a. nach der Susan-Batson-Methode.
Noch während ihrer Ausbildung gab Honert 2012 in der ZDF-Fernsehreihe Einsatz in Hamburg unter der Regie von Carlo Rola als Denise Hagen ihr TV-Debüt. Im Jahr 2013 stand sie erneut unter der Regie von Carlo Rola an der Seite von Jan Josef Liefers für den ZDF-Film Die letzte Instanz vor der Kamera.
Von Februar 2016 bis April 2017 spielte sie eine der Hauptrollen der 13. Staffel der ARD-Telenovela Rote Rosen. Hier verkörperte sie die aus dem US-Bundesstaat New York stammende Barkeeperin Kim Parker. In der 7. Staffel der ARD-Fernsehserie Familie Dr. Kleist war Honert im Januar und Februar 2018 in einer Serienrolle als Assistenzärztin Dr. Dorothee Bender zu sehen.
In der ZDF-Reihe Das Traumschiff (2018) spielte Honert in der Hawaii-Episode die Controllerin der Reederei, Katja Cranz. Im Auftaktfilm der ZDF-„Herzkino“-Fernsehreihe der Saison 2019/20 übernahm Honert in der Rosamunde-Pilcher-Verfilmung Pralinen zum Frühstück (Erstausstrahlung: September 2019) die weibliche Hauptrolle der Fernsehjournalistin und Moderatorin Annabelle Rosewood. In der 12. Staffel der ZDF-Serie Die Bergretter (2020) hatte Honert eine der Episodenhauptrollen als hochschwangere Tochter eines Seilbahnwarts, die als Unternehmensberaterin für die Stilllegung der Bahn aus wirtschaftlichen Gründen und für die Entlassung ihres Vaters verantwortlich ist. Im zweiten Film der ZDF-„Herzkino“-Fernsehreihe der Saison 2020/21 übernahm Honert in der Rosamunde-Pilcher-Verfilmung Herzensläufe (Erstausstrahlung: September 2021) erneut die weibliche Hauptrolle als rastlose Köchin Alice, die gemeinsam mit ihrer jüngeren Schwester die traditionelle Familien-Destillerie übernehmen soll.
Hedi Honerts Bruder ist der Drehbuchautor Max Honert. Honert ist Mitglied im Bundesverband Schauspiel (BFFS). Sie lebt in Berlin-Prenzlauer Berg.

## Filmografie
- 2012: Einsatz in Hamburg – Mord an Bord (Fernsehreihe)
- 2013: Die letzte Instanz (Fernsehfilm)
- 2014: Versendet (Kurzfilm)
- 2015: Der Rückkehrer (Kurzfilm)
- 2016: Papa Bär (Diplomfilm, dffb/rbb-Koproduktion)
- 2016–2017: Rote Rosen (Fernsehserie)
- 2018: Familie Dr. Kleist (Fernsehserie)
- 2018: Das Traumschiff: Hawaii (Fernsehreihe)
- 2019: Rosamunde Pilcher: Pralinen zum Frühstück (Fernsehreihe)
- 2020: Die Bergretter: Was wirklich zählt (Fernsehserie, Folge 12x01)
- 2021: Rosamunde Pilcher: Herzensläufe (Fernsehreihe)
- 2023: Rosamunde Pilcher: Wenn ich dich wiederfinde (Fernsehreihe)